# Peucetia
Genre
Synonymes
- Pasithea Blackwall, 1858 nec Oken, 1807

Peucetia est un genre d'araignées aranéomorphes de la famille des Oxyopidae.
On les appelle communément "araignées-lynx" car elles sautent littéralement sur leurs proies pour les attraper en vol.

## Distribution
Les espèces de ce genre se rencontrent en Asie, en Amérique, en Afrique, en Australie et en Europe du Sud.

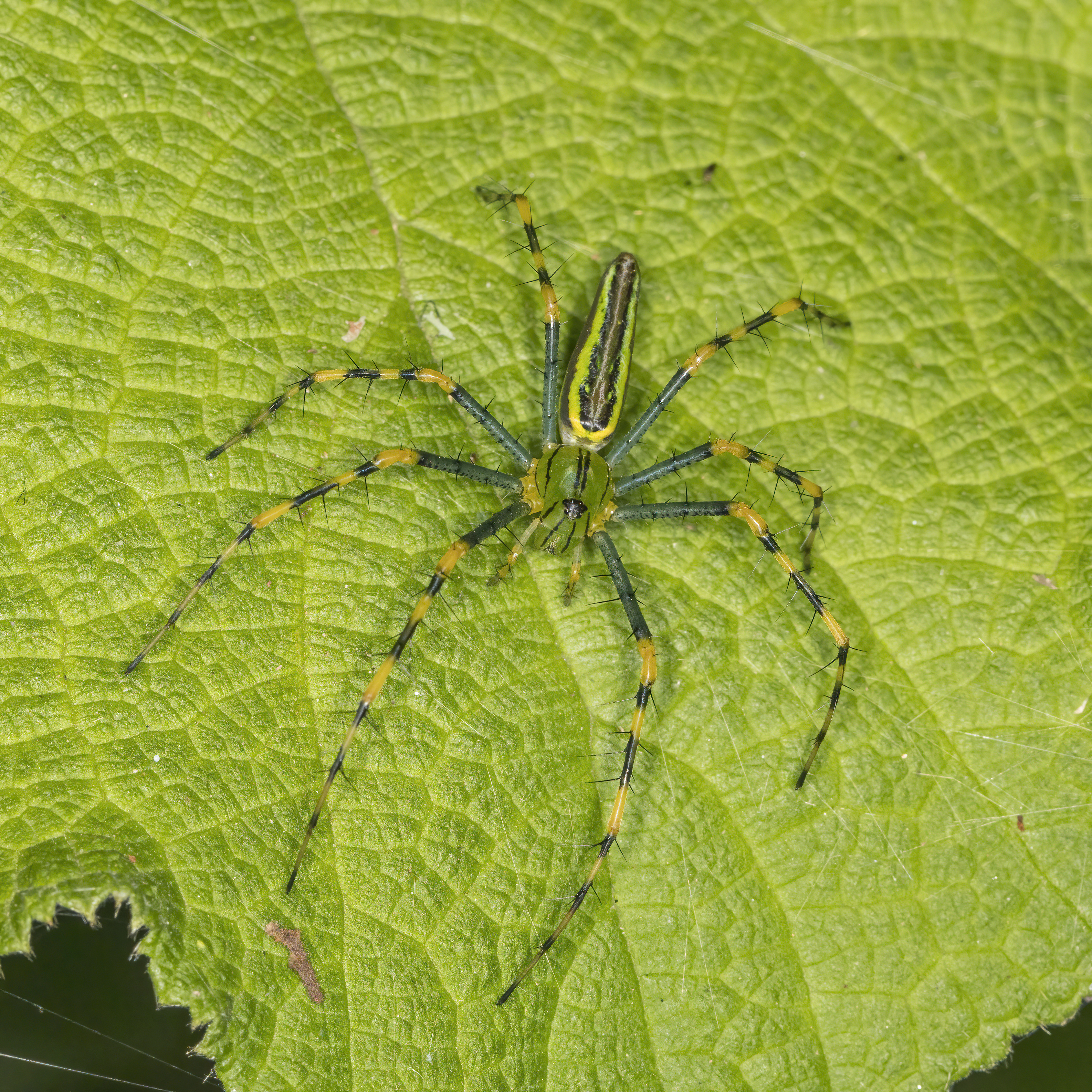
Peucetia madagascariensis mâle à Madagascar. La taille de son corps est de 8 à 10mm.

## Liste des espèces
Selon World Spider Catalog (version 25.5, 06/02/2025) :
- Peucetia akwadaensis Patel, 1978
- Peucetia albescens L. Koch, 1878
- Peucetia ananthakrishnani Murugesan, Mathew, Sudhikumar, Sunish, Biju & Sebastian, 2006
- Peucetia arabica Simon, 1882
- Peucetia ashae Gajbe & Gajbe, 1999
- Peucetia betlaensis Saha & Raychaudhuri, 2007
- Peucetia biharensis Gajbe, 1999
- Peucetia casseli Simon, 1900
- Peucetia cayapa Santos & Brescovit, 2003
- Peucetia chhaparajnirvin N. Kumari, V. Kumari, Bodhke & Zafri, 2024
- Peucetia choprai Tikader, 1965
- Peucetia crucifer Lawrence, 1927
- Peucetia flava Keyserling, 1877
- Peucetia formosensis Kishida, 1930
- Peucetia gauntleta Saha & Raychaudhuri, 2004
- Peucetia gerhardi van Niekerk & Dippenaar-Schoeman, 1994
- Peucetia graminea Pocock, 1900
- Peucetia harishankarensis Biswas, 1975
- Peucetia jabalpurensis Gajbe & Gajbe, 1999
- Peucetia ketani Gajbe, 1992
- Peucetia latikae Tikader, 1970
- Peucetia lesserti van Niekerk & Dippenaar-Schoeman, 1994
- Peucetia longipalpis F. O. Pickard-Cambridge, 1902
- Peucetia lucasi (Vinson, 1863)
- Peucetia macroglossa Mello-Leitão, 1929
- Peucetia maculifera Pocock, 1900
- Peucetia madagascariensis (Vinson, 1863)
- Peucetia madalenae van Niekerk & Dippenaar-Schoeman, 1994
- Peucetia margaritata Hogg, 1914
- Peucetia myanmarensis Barrion & Litsinger, 1995
- Peucetia nicolae van Niekerk & Dippenaar-Schoeman, 1994
- Peucetia pawani Gajbe, 1999
- Peucetia phantasma Ahmed, Satam, Khalap & Mohan, 2015
- Peucetia procera Thorell, 1887
- Peucetia pulchra (Blackwall, 1865)
- Peucetia punjabensis Gajbe, 1999
- Peucetia rajani Gajbe, 1999
- Peucetia ranganathani Biswas & Roy, 2005
- Peucetia rubrolineata Keyserling, 1877
- Peucetia striata Karsch, 1878
- Peucetia transvaalica Simon, 1897
- Peucetia virescens (O. Pickard-Cambridge, 1872)
- Peucetia viridana (Stoliczka, 1869)
- Peucetia viridans (Hentz, 1832)
- Peucetia viridis (Blackwall, 1858)
- Peucetia viveki Gajbe, 1999
- Peucetia yogeshi Gajbe, 1999

## Systématique et taxinomie
Pasithea Blackwall, 1858, préoccupé par Pasithea Oken, 1807, a été remplacé par Peucetia par Thorell en 1869.

## Publications originales
- Thorell, 1869 : « On European spiders. Part I. Review of the European genera of spiders, preceded by some observations on zoological nomenclature. » Nova Acta Regiae Societatis Scientiarum Upsaliensis, sér. 3, vol. 7, p. 1-108 (texte intégral).
- Blackwall, 1858 : « Descriptions of six newly discovered species and characters of a new genus of Araneida. » Annals and Magazine of Natural History, sér. 3, vol. 1, no 6, p. 426-434.